# Tre 300-åriga städer
Tre 300-åriga städer är en svensk kortfilm från 1943 i regi av Gösta Werner. Filmen visar bilder från städerna Askersund, Lindesberg och Nora i anslutning till att dessa städer fyllde 300 år.

### Fotnoter
1. ↑  ”Tre 300-åriga städer”. Svensk Filmdatabas. http://sfi.se/sv/svensk-filmdatabas/Item/?type=MOVIE&itemid=57311&ref=%2ftemplates%2fSwedishFilmSearchResult.aspx%3fid%3d1225%26epslanguage%3dsv%26searchword%3dTre+300-%C3%A5riga+st%C3%A4der%26type%3dMovieTitle%26match%3dBegin%26page%3d1%26prom%3dFalse. Läst 25 mars 2013.